# Marosi Gábor (építész)
Marosi Gábor (Budapest, 1945. február 21. – Budapest, 2008. június 26.) magyar építész, templomépítő.

## Élete
Budapesten született, Marosi András tisztviselő és Mátyásfalvi Etelka tanítónő gyermekeként. Öten voltak testvérek.
Mélyen hívő családban nevelkedett, nemcsak a szülei, de a nagyszülei és a rokonság tagjai is gyakorló katolikusok voltak. Akkoriban klerikálisnak bélyegezték ezeket az embereket, emiatt sok hátrány érte őket. Szegénységben, de harmonikus családi életet éltek: édesapja fiatalkorában cserkésztiszt volt, horgásztak, kirándultak, kertészkedtek. Együtt jártak templomba is.
Meghatározó volt, hogy piaristákhoz járt gimnáziumba, ez volt neveltetése csúcspontja. Viszont ezzel a háttérrel nem jutott be egyetlen felsőoktatási intézménybe se.
Ezért dolgozni kezdett, majd esti tagozaton építészetet kezdett tanulni. Hajóskapitány, biológus, agrármérnök is akart lenni, végül az építész hivatást választotta.
Először magánházakat tervezett. Fontos állomást jelentettek pályáján a középületek, melyek nemcsak a semmiből álmodó építészt tették próbára, de a meglévőt átalakítani, új köntösbe bújtatni tudót is. A 80-as évek kezdetén megkapta első egyházi megbízatását. Összesen hét templomot tervezett.
Munkájában, szakmai elhivatottságában magányos harcosként alkotott, nem volt nagyobb tervezőirodai közösség tagja. Munkássága más irányt vett, mint a méltán elismert és nemzetközi hírnévre szert tett kortárs „templomépítőké", – Török Ferenc, Balázs Mihály, Nagy Tamás, Fejérdy Péter, Basa Péter és mások. Vidéki kisebb templomai – Evangélikus imaház Dunaharaszti, Szt. Erzsébet kápolna Debercsény, Munkás Szt. József templom Felsőpetény – a falun élő egyszerű emberekhez szólnak, ismerős formákkal és fordulatokkal teremt szakrális tereket, melyet az ott élő emberek értenek, magukénak, természetesnek éreznek. Nem a szakmai folyóiratoknak, a kollégák vállveregető elismerésének dolgozott, hanem a hívő közösséget igyekezett legjobb meggyőződése szerint szolgálni.

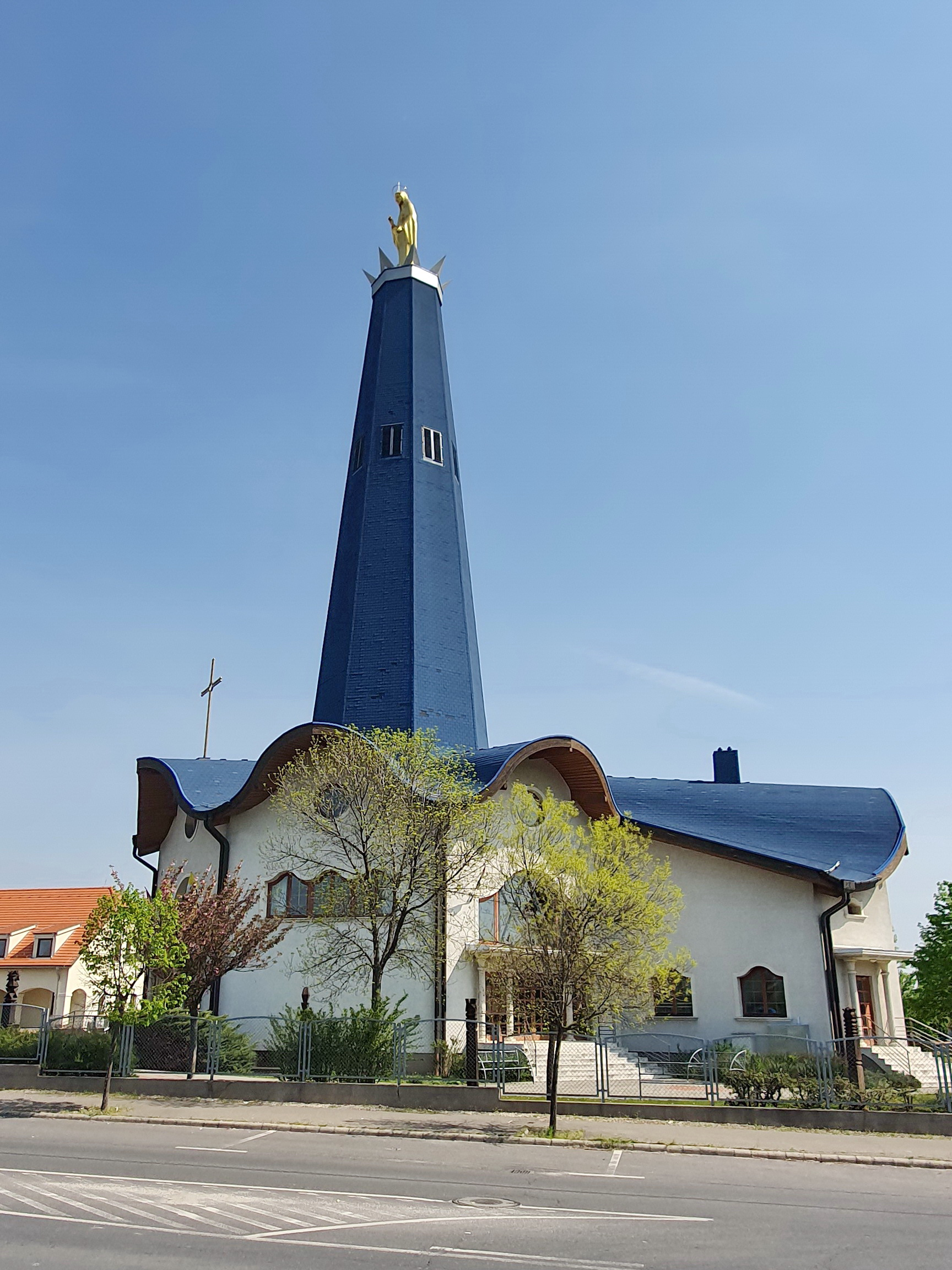
A Fatimai Szűzanya tiszteletére épült Szent István Plébániatemplom Soroksár-Újtelep

Fő műve, a Fatimai Szűzanya templom Soroksár-Újtelepen nemcsak Isten háza, hanem egy hatalmas jel is, mely Soroksár-Újtelep családi házas övezetéből kiemelkedő épület-szobor. Tetőszerkezetének formája Szűz Mária leomló palástját stilizálja, centrális belső teréből kiemelkedő torony drámai hatású. Közel tíz év megfeszített munkája áll e mű mögött, melynek minden részletét kívül-belül egymaga oldotta meg.
A Váci egyházmegye vezető tervezőjeként, majd az Esztergom-Budapesti főegyházmegye főépítészeként számos egyházi épület és templom rekonstrukcióját koordinálta, ellenőrizte, ezek közül a legjelentősebb az esztergomi Nagyszeminárium, a Szent Adalbert Képzési, Lelkiségi és Konferencia Központ.
„Életének ezen utolsó alkotói periódusában az egyház szolgálatában kevésbé látványos, de igen hasznos értékmentő munkát folytatott. … Alázattal végezte ezt a tevékenységet akár egy falusi templom tetőfelújításáról, akár Nagyszeminárium szovjet katonai megszállását követő rekonstrukciójáról volt szó.
	Hitét és emberi tartását személyét ért fizikai támadást követően is megtartotta, megrendült egészsége ellenére haláláig legjobb meggyőződése szerint tette a dolgát.” 
A nagytemplomok és a több száz családi ház tervezésekor Lepel László statikus segítette ötleteit napvilágra.
A nagytemplomok építésekor kiváló művészekkel dolgozott együtt:
Meszlényi János Munkácsi díjas szobrászművésszel (Érd, Martfű, Soroksár-Újtelep)
Bakallár József festőművésszel (Debercsény oltárkép és keresztút, Keresztút Érd, Kármelhegyi Boldogasszony Templom 16m hosszú pannó) 
Mohay Attila üvegfestő iparművésszel (Érd, Martfű, Soroksár családi kápolna üvegablakai)
A Soroksári Nagyboldogasszony Plébánia életében is aktívan részt vett. Irányította a műemléki védettség alatt álló templom teljeskörű rekonstrukcióját. Az egyházközség képviselő-testületének harminc évig volt tagja. A vizicserkészek lelkes támogatója volt. Aktív tagja volt a soroksári 923-as Pázmány Péter Cserkészcsapatnak.

## Emlékezete

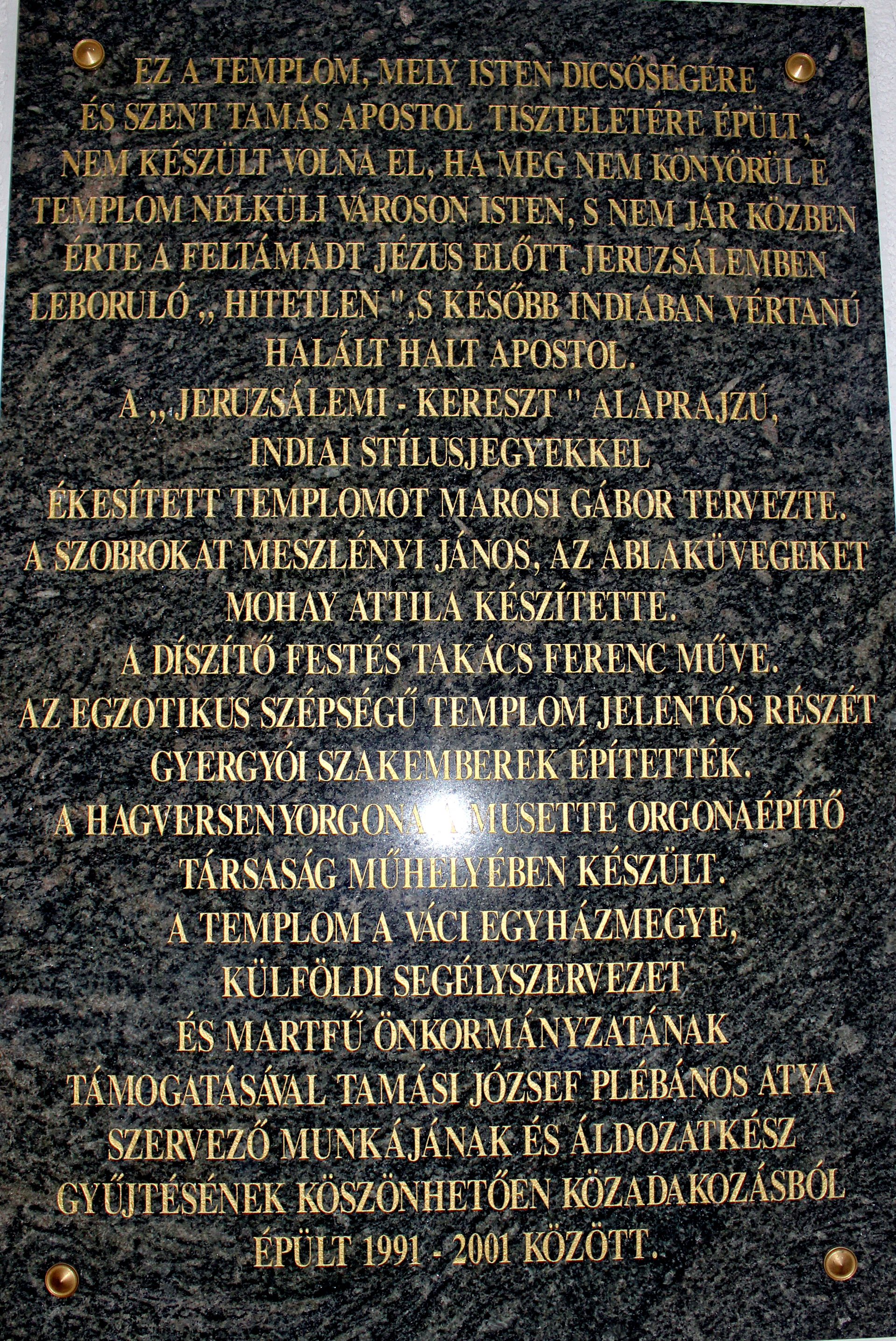
Márványtábla a martfűi Szent Tamás-templom falán

Soroksár-Újtelep Zarándokház első szobáját Marosi Gáborról nevezték el
Márványtábla a martfűi Szent Tamás-templom falán, az érdi Kármelhegyi Boldogasszony-templom falán, a soroksár-újtelepi Fatimai Szűzanya templom falán és az esztergomi Szent Adalbert Központ falán.
Az érdi Kármelhegyi Boldogasszony-templom keresztútja V. stációjában Bakallár József festőművész az építészről mintázta Cirenei Simon alakját.
|  |  |

## Családja
Felesége Mikulás Erzsébet, három gyermekük: Rita, Szilvia és Kinga, mindhárman pedagógusok, hitoktatók.

## Iskolái
Piarista Gimnázium (Budapest) (1963)
Budapesti Ybl Miklós Építőipari Műszaki Főiskola (1976)
Okl. magasépítő üzemmérnök
Vezetői tervezői jogosultság (1988)

## Legnagyobb hatás munkásságára
Kós Károly és Antoni Gaudí

## Munkahelyei
1966–1981. 23.sz. ÁÉV., (Állami Építőipari Vállalat), 10 évig építésvezető
1981–1984. Budafoki Építőipari Szövetkezet, építésvezető
1992–2002. Váci Egyházmegye Építészeti és Egyházművészeti Bizottság vezető építész tervezője
2003–2008. Esztergom-Budapest Főegyházmegye főépítésze
1974–2008. magántervező

## Idézetek tőle
„Magántervezési munkáim során az általam tervezett épületek műszaki vezetését – ha fizettek, ha nem – mindig felvállaltam, mert mindig fontos volt számomra a tervezett épületek színvonalas megvalósítása.”
„A templomépítészet középkori megfogalmazás szerint az „építészet királynője”. … A szakrális művészet és építészet csak megimádkozott évek, percek, pillanatok által nyerhet létjogot, önigazolást.”
„A tervek imádsággal születnek, mégpedig akkor, ha az ember el tudja fogadni, hogy ő csak eszköz Isten kezében. Istennek lakóhelyet készíteni – ennél nagyobb öröme az építésznek nem lehet. Ezért nem is törekedtem sohasem különösebb földi elismerésekre, kitüntetésekre.”
„Egy templom építése nagy ügy, a szó legnemesebb értelmében is szakrális, nem csak kultikus rendeltetése miatt, hanem mint architektúra is: hatnia kell, közvetítenie, kifejezni a tér jelentőségét, melyet magába foglal.” 
|  |  |  |

## Írások róla
„Imádságos bensőséggel kezelte az anyagot, vagyis hitt az esztétikum kettős dialektikájában, amely a forma látható-láttatható valóságán túl a transzcendenst is kőbe, fába, üvegbe építi. A szépséget vallotta, annak méltóságát, az értelem és a szabadság egységét, amely maga az Istentől kapott élet. … Ökumenikus szellem, rugalmasság jellemezte. Hét templomot épített, ami nem csekélység.” 
„Aki megismerte egy-két munkáját, utána bárhol fölismerhette minden általa ihletett épületben az igényes stílus, a kifinomult vonalvezetés, a külső és belső terek különleges egységének magával ragadó bűvöletét.” 
„Hét templomot tervezett, melyeknek kivitelezését végigkísérte. A középkori meghatározás szerint a templomépítészet „az építészet királynője“. Marosi Gábor ennek tudatában fogott hozzá ezek tervezéséhez. Zarándoklattal, életrajzkutatással, háttéradatok megszerzésével kezdett hozzá minden alkotásának.” 
„Nemcsak az épület terveit készítette el, hanem a teljes templombelsőt is részletesen megtervezte… Kiváló tehetsége volt a belsőépítészethez, belső építész munkákat, berendezéseket, díszítéseket minden templomában saját maga tervezte. Aktívan részt vett az építkezésekben is, míg az utolsó szög a helyére nem került.” 
„…mennyi alázat kellett az akkor már neves építésznek ahhoz, hogy egy zsibongó, veszekedő közösséget messze feladatkörén túl rávezessen az alkalmas megoldásra. És nem csak rávezetett bennünket, hanem azon a szombaton eljött hozzánk, és velünk együtt állította az oszlopot, feszítette a drótot jóval többet téve, mint amennyit elvárhattunk tőle. Tanulmánytervet készített ingyen, tárgyalt, kért, küzdött, hogy ennek a közösségnek temploma legyen. Fatimában járt és megértette az üzenetet. Sokszor és sokaknak elmondta, leírta miért ilyen ez a templom. Nem hagyta másképp megépíteni. Meggyőzött főépítészt, érvelt püspököknek és hitet adott a kétkedőknek. Sok vitánk volt vele, míg tartott az építkezés. Szelíden, de hajthatatlanul érvelt. Később beláttuk, mennyire igaza volt. Azt kellett megépítenünk, ami a lelkében volt.” 

## Díjai, elismerései
- „Pro dioecesi Vaciensi” (1995)
- „Év tetője” (2002)
- Dr. Erdő Péter bíboros az esztergomi Nagyszeminárium-épület felszentelése alkalmából készült emlékéremmel ajándékozta meg a felújításban végzett magas szakmai színvonalú munkáját elismerve.

## Művei
Evangélikus imaház Dunaharaszti (1983)
Árpád-házi Szent Erzsébet tiszteletére szentelt római katolikus templom Debercsény (1983) felszentelés 1984
Munkás Szent József római katolikus templom (1985) Felsőpetény
Szent Tamás római katolikus templom Martfű (1991–1995) (orgona: 2001)
Kármelhegyi Boldogasszony Templom (1988–1992) Érd-Postástelep
Jézus Szíve Nővérek Konventje (1992–1993) Pestszentlőrinc Budapest
Mindszenty Alapítvány Tudományos Intézete (1994-1995) Budapest
Pestszenterzsébeti baptista gyülekezet imaháza (1993–1998) Budapest
Családi kápolna Soroksár
A Fatimai Szűzanya tiszteletére épült Szent István Plébániatemplom (2000 – 2002) Soroksár-Újtelep Budapest 
Nagyszeminárium (Ószeminárium) felújítása Esztergomban (2003 – 2006) érseki főépítészként
Magyar Ökumenikus Szeretetszolgálat Idősek Foglalkoztatója, Erőspuszta
Jézus Szíve Nővérek CONVENT, Pestszentlőrinc
CREDO Ház felújítása, Vác
Esztergom-Budapest egyházmegye területén számos templom és plébánia felújítása (Kesztölc, Csobánka, Leányfalu, Pilisszentlélek,...)
Családi házak: Több száz családi ház, nyaraló (Soroksár, Tököl, Pestszentlőrinc, Verőcemaros, Remetehegy Buda, Pestszenterzsébet, Szigethalom, Mosonmagyaróvár, Jászapáti...)

## Publikációk
- Egy templom és szerkezetei. Építész Spektrum, 2002/ I. évf. 2. sz.[20]
- Fatimai Szűzanya tiszteletére épült római katolikus plébániatemplom, Budapest-Soroksár Újtelep. Műszaki tervezés. 2003./XLIII. évf. 6. sz.

## Galéria

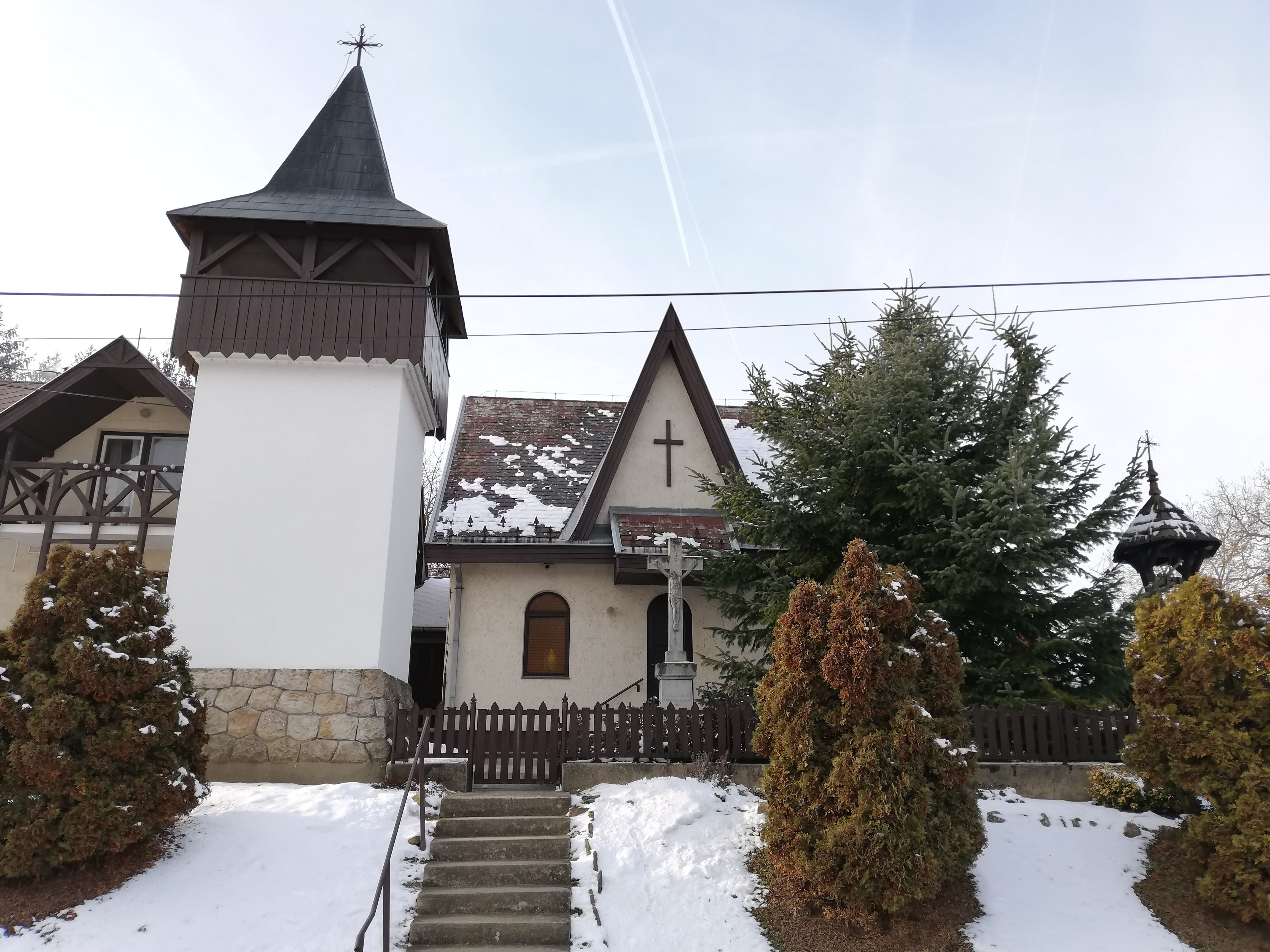
Szent Erzsébet-templom és harangláb Debercsény
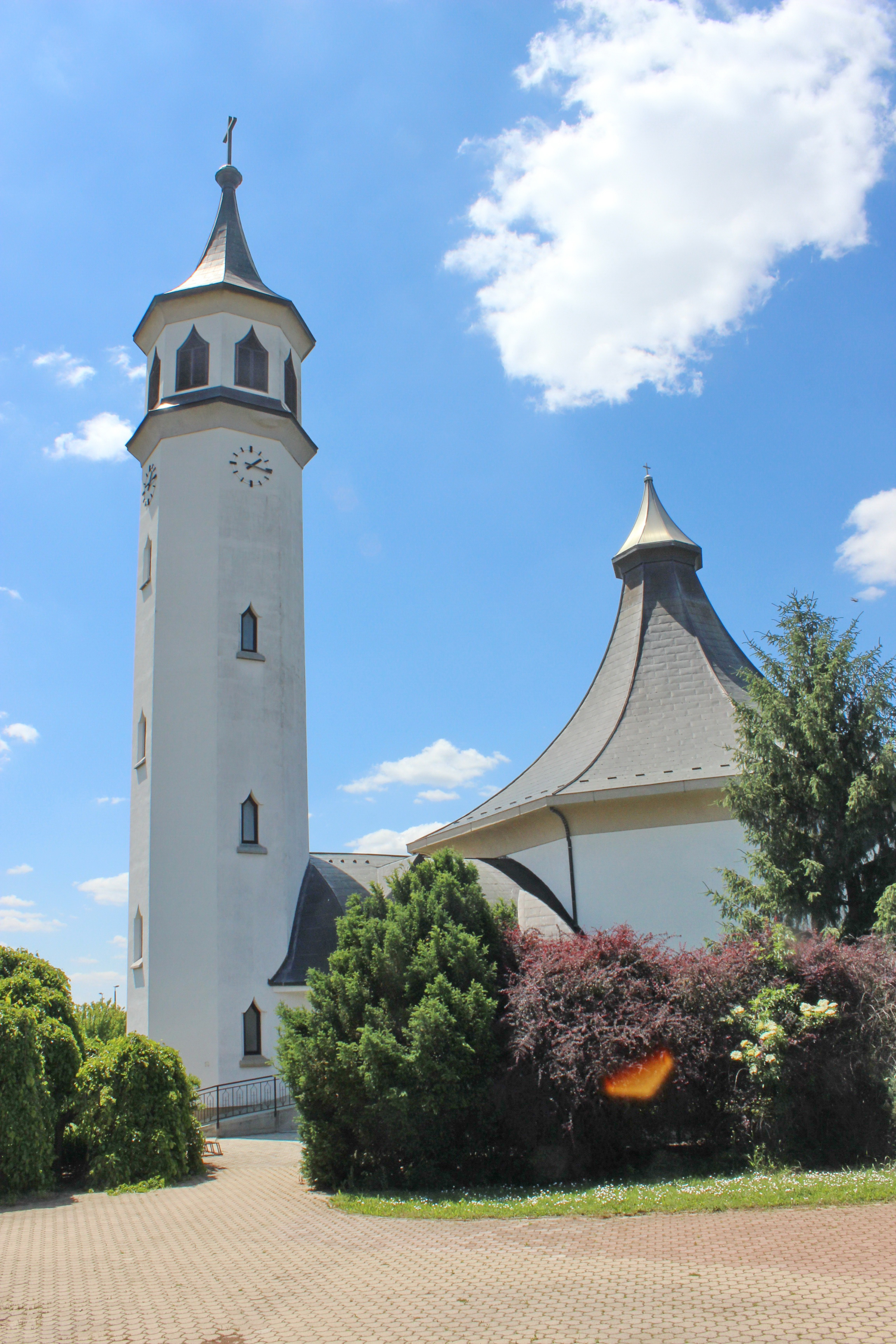
Szent Tamás római katolikus templom Martfű
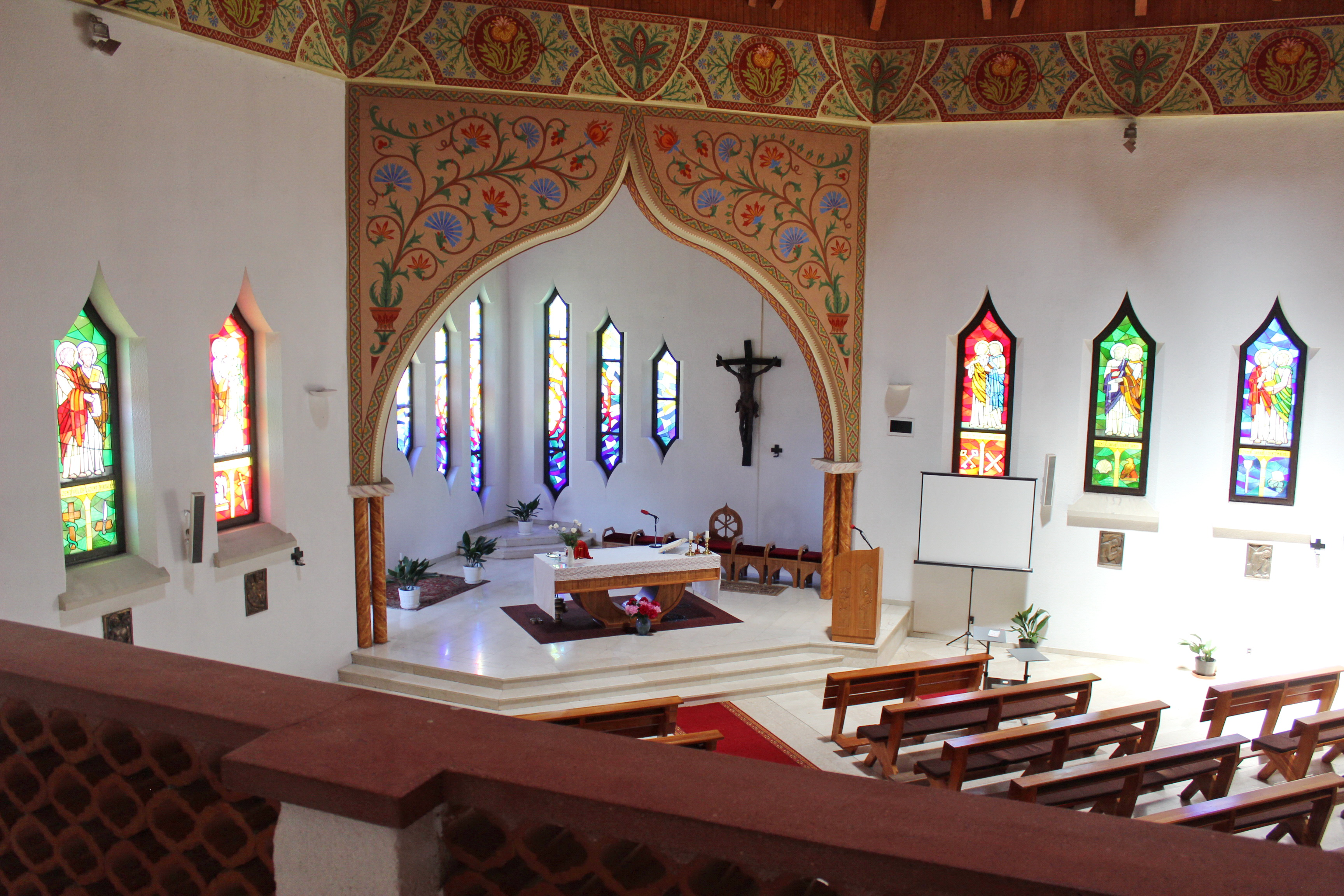
Szent Tamás római katolikus templom Martfű oltár
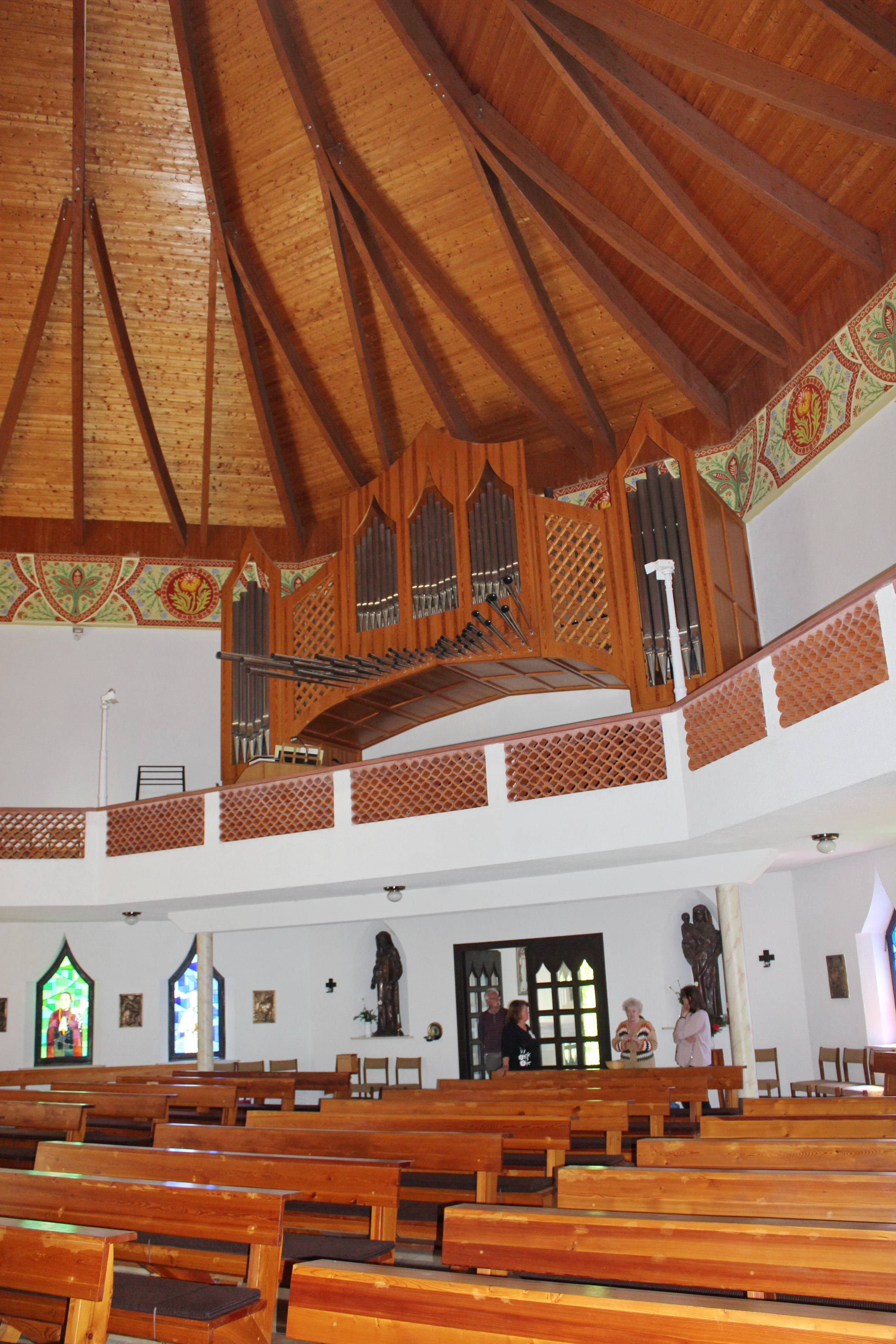
Szent Tamás római katolikus templom Martfű orgona
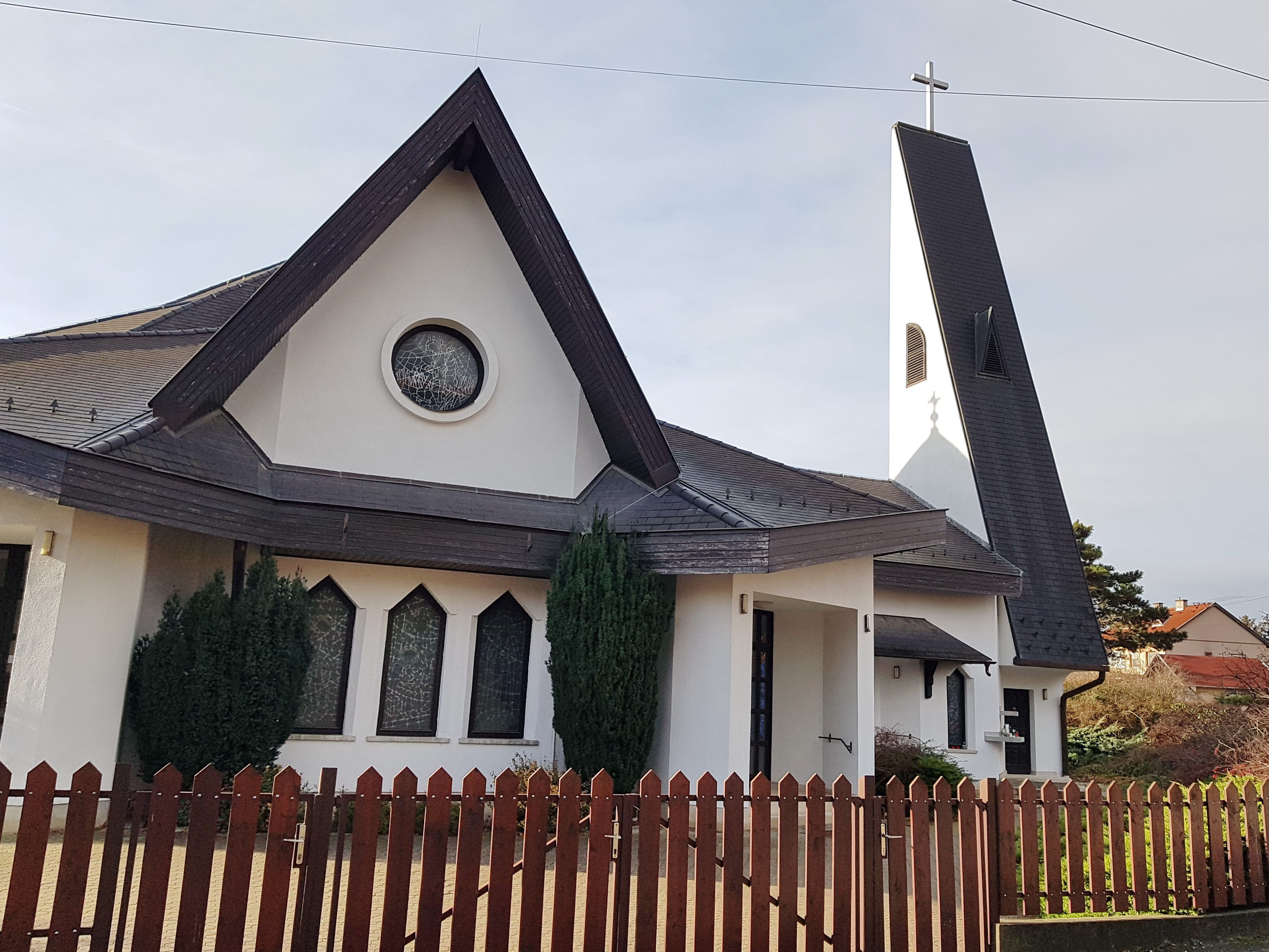
Kármelhegyi Boldogasszony Templom Érd-Postástelep
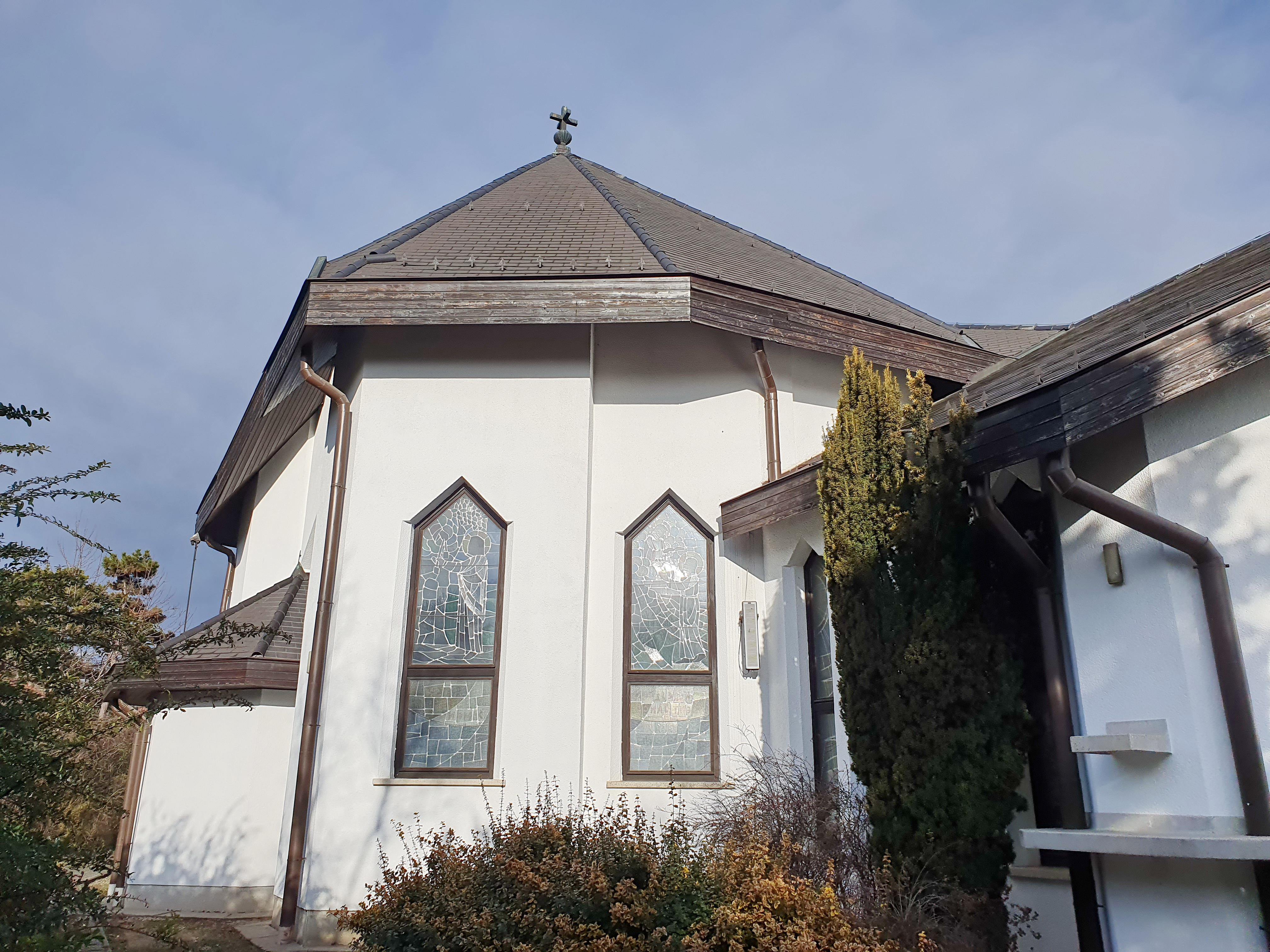
Kármelhegyi Boldogasszony Templom Érd-Postástelep
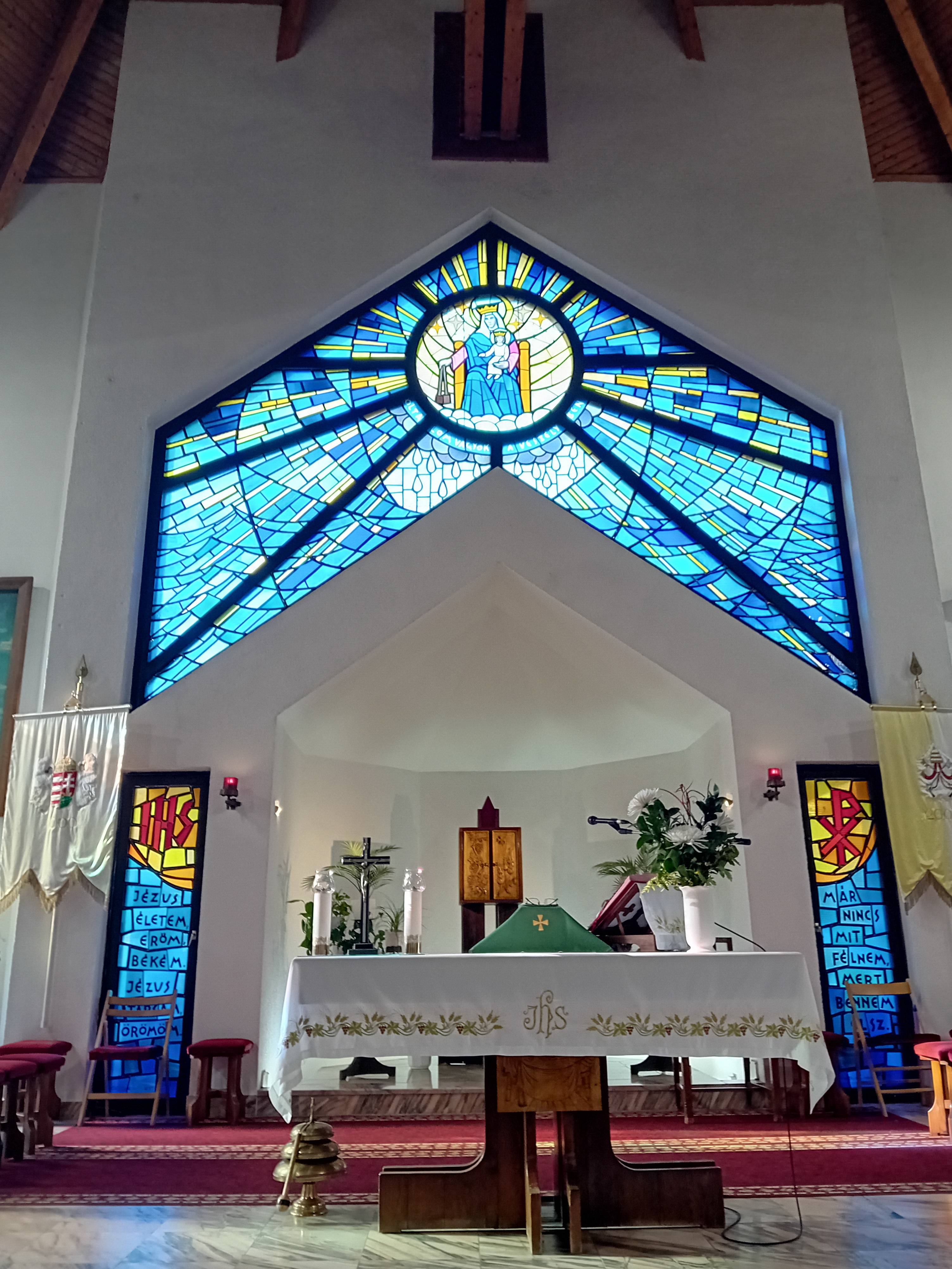
Kármelhegyi Boldogasszony Templom Érd-Postástelep, oltár
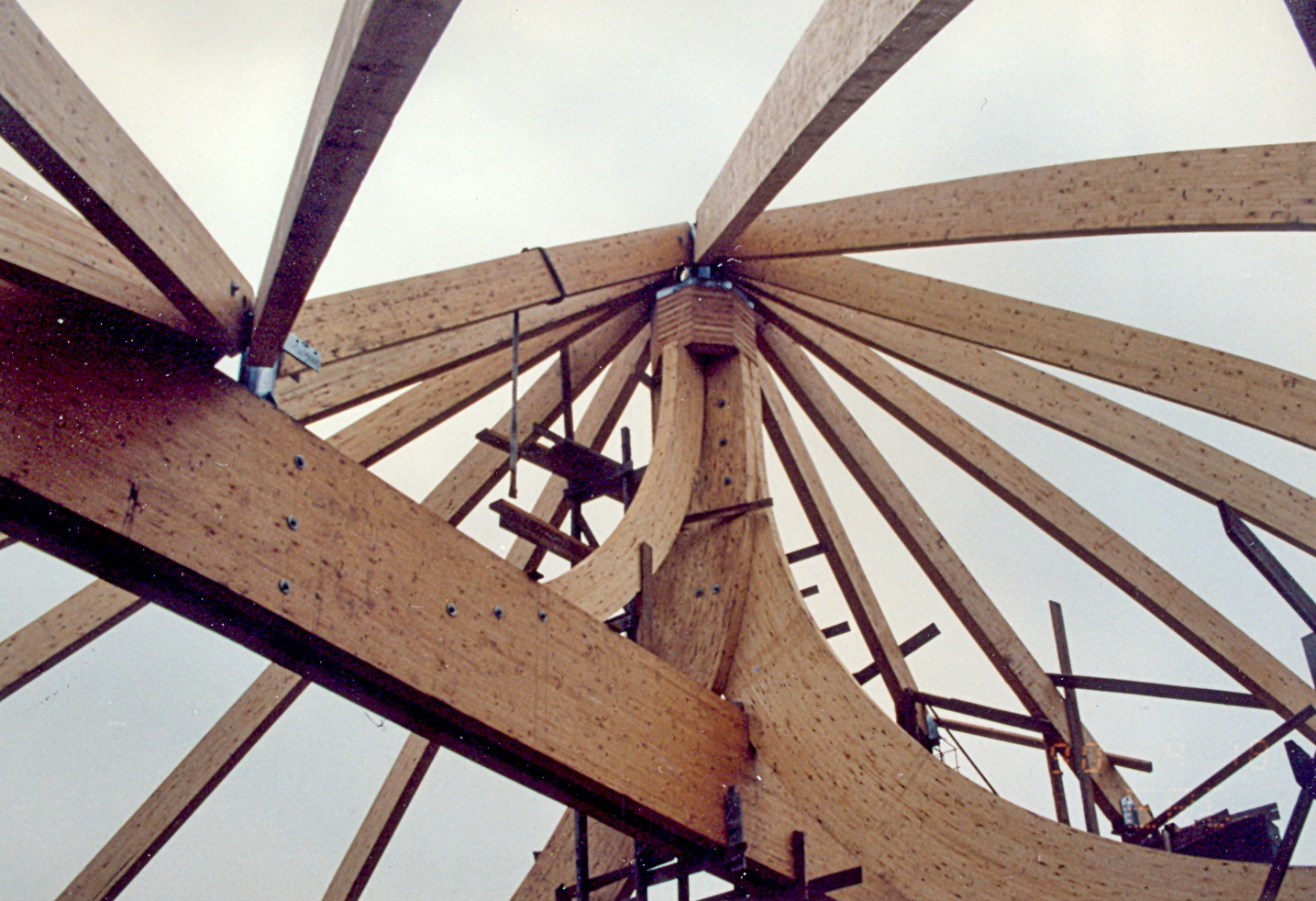
Kármelhegyi Boldogasszony Templom Érd-Postástelep tetőszerkezet
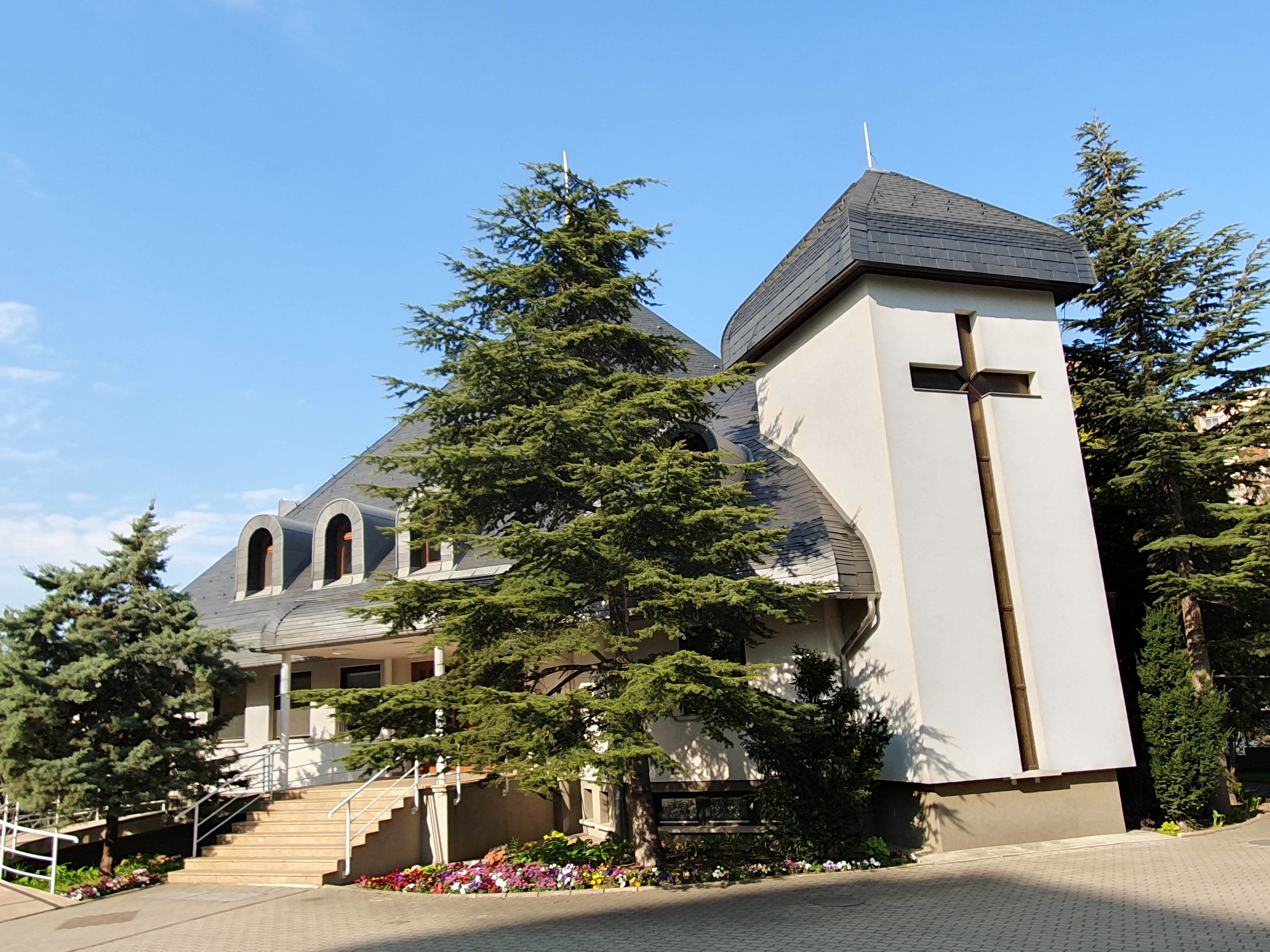
Baptista gyülekezet imaháza_Pestszenterzsébet
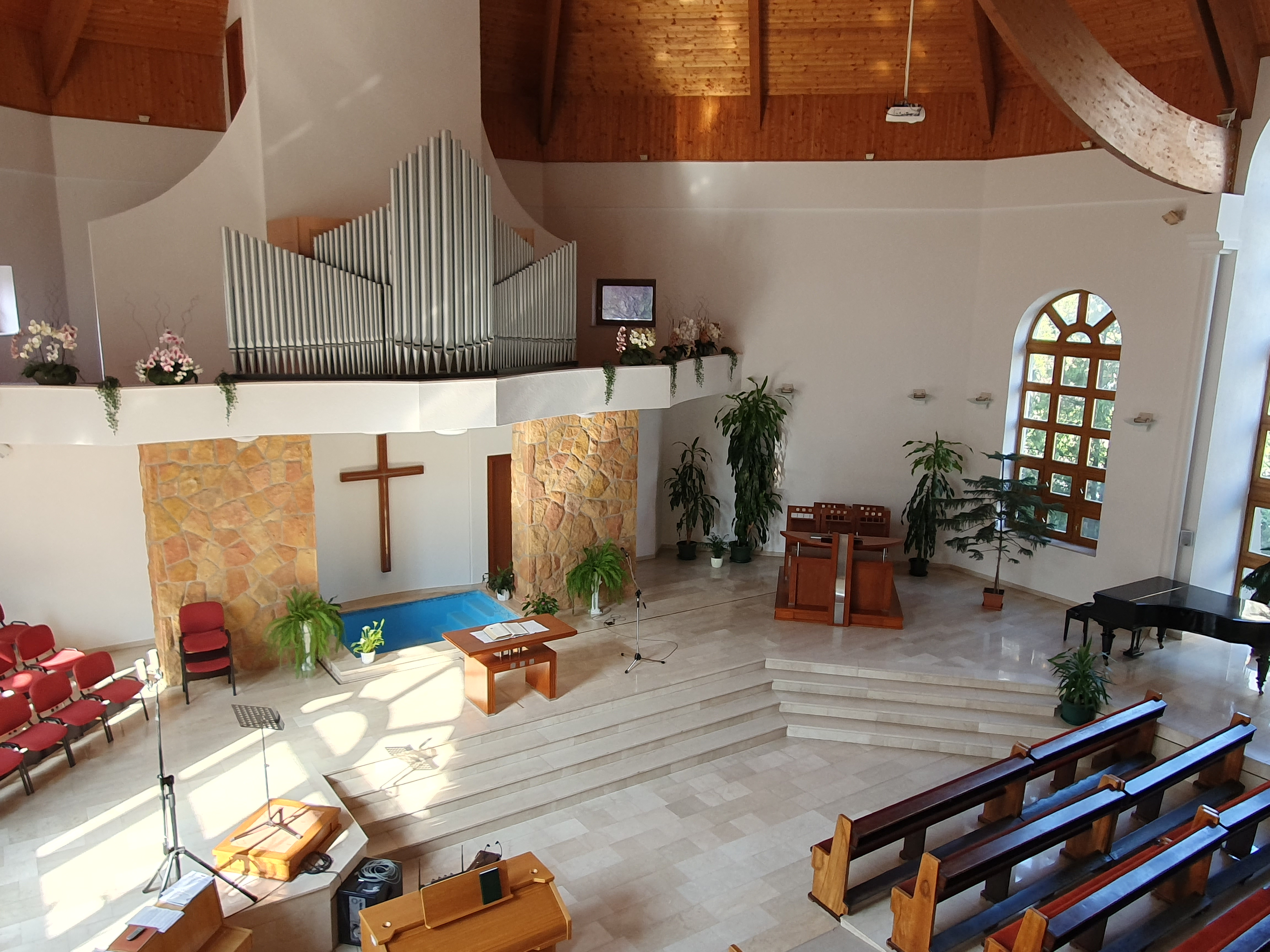
Baptista gyülekezet imaháza_Pestszenterzsébet_beltér
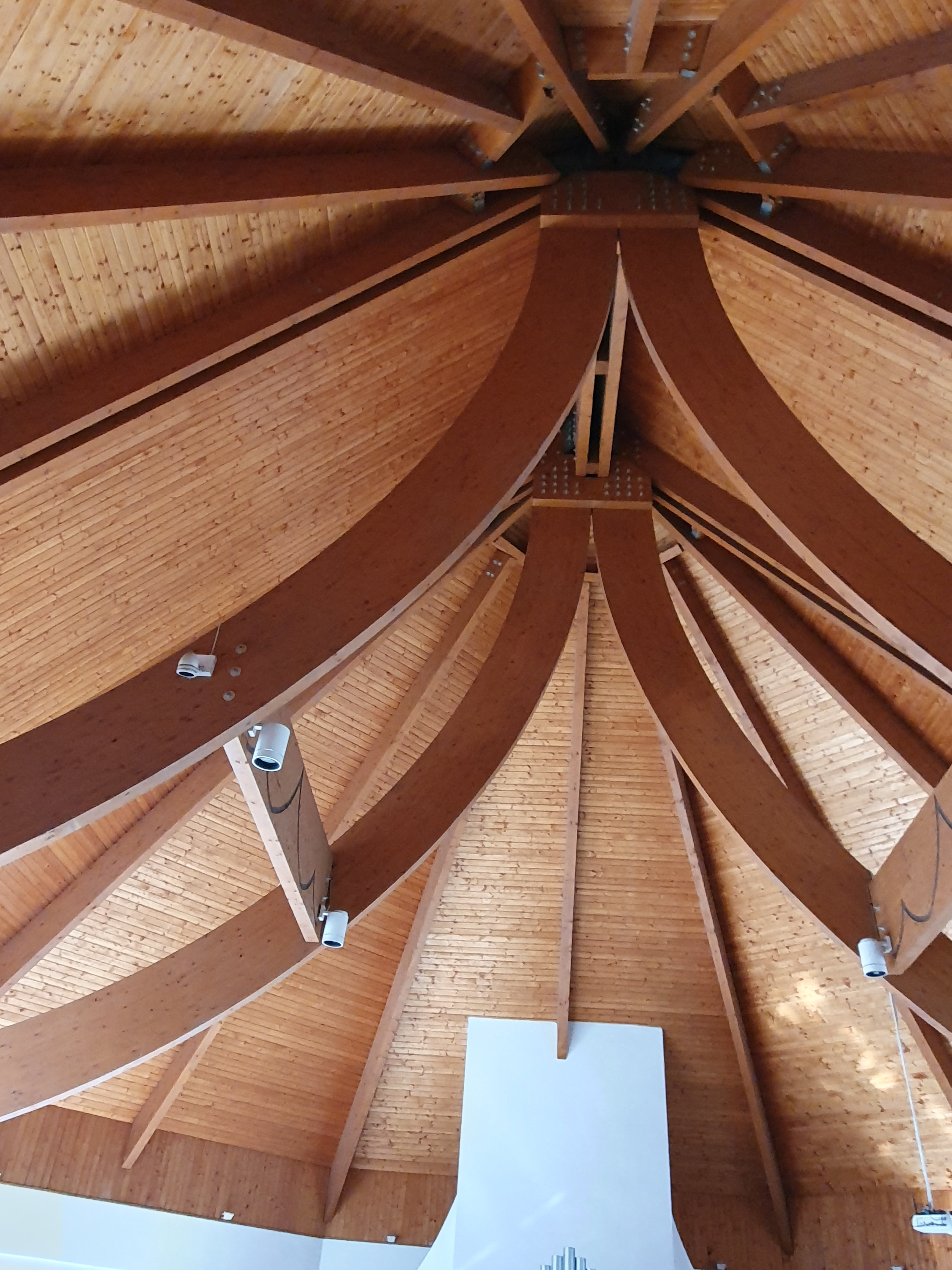
Baptista gyülekezet imaháza_Pestszenterzsébet_tetö
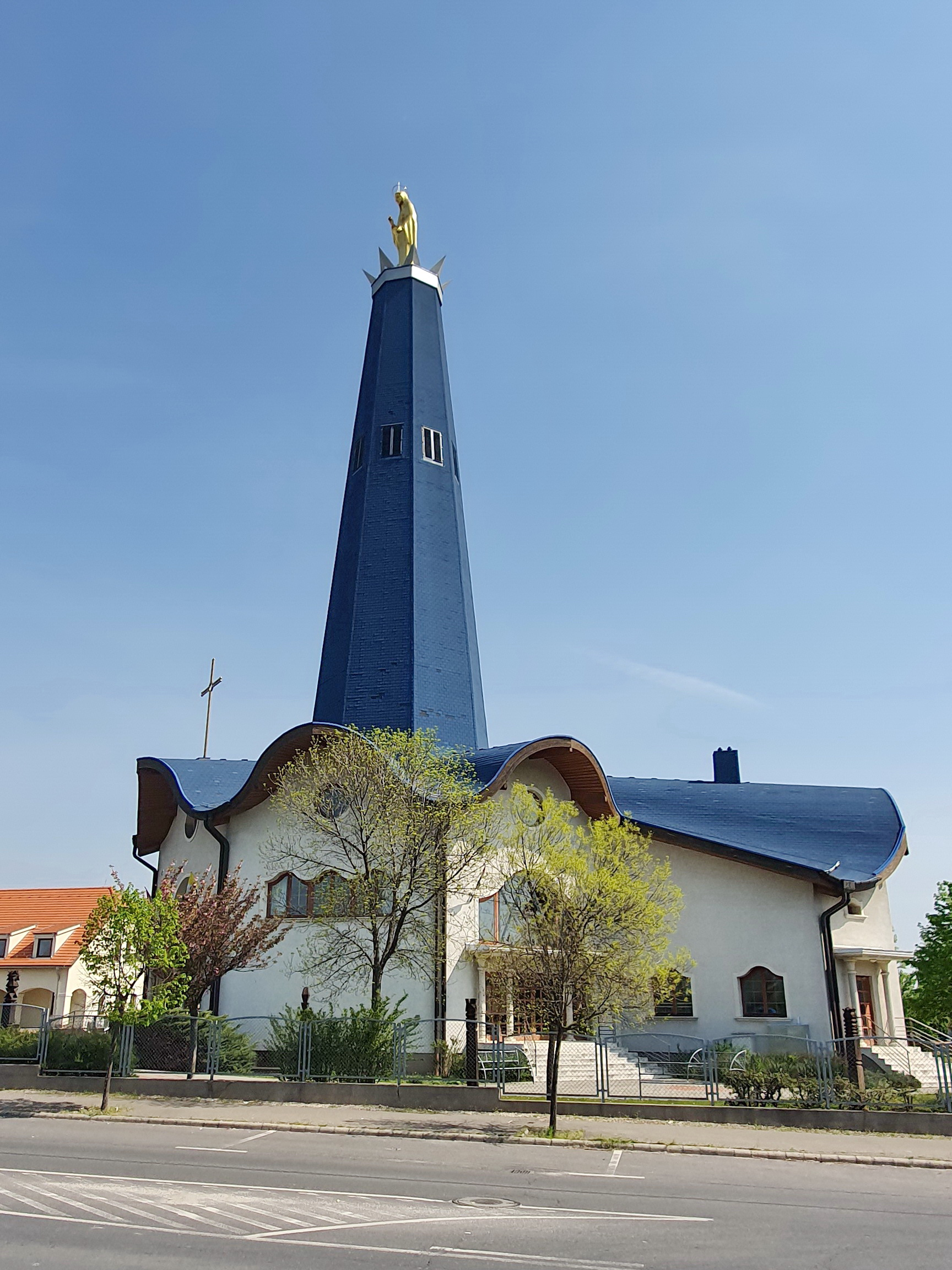
A Fatimai Szűzanya tiszteletére épült Szent István Plébániatemplom_Soroksár-Újtelep
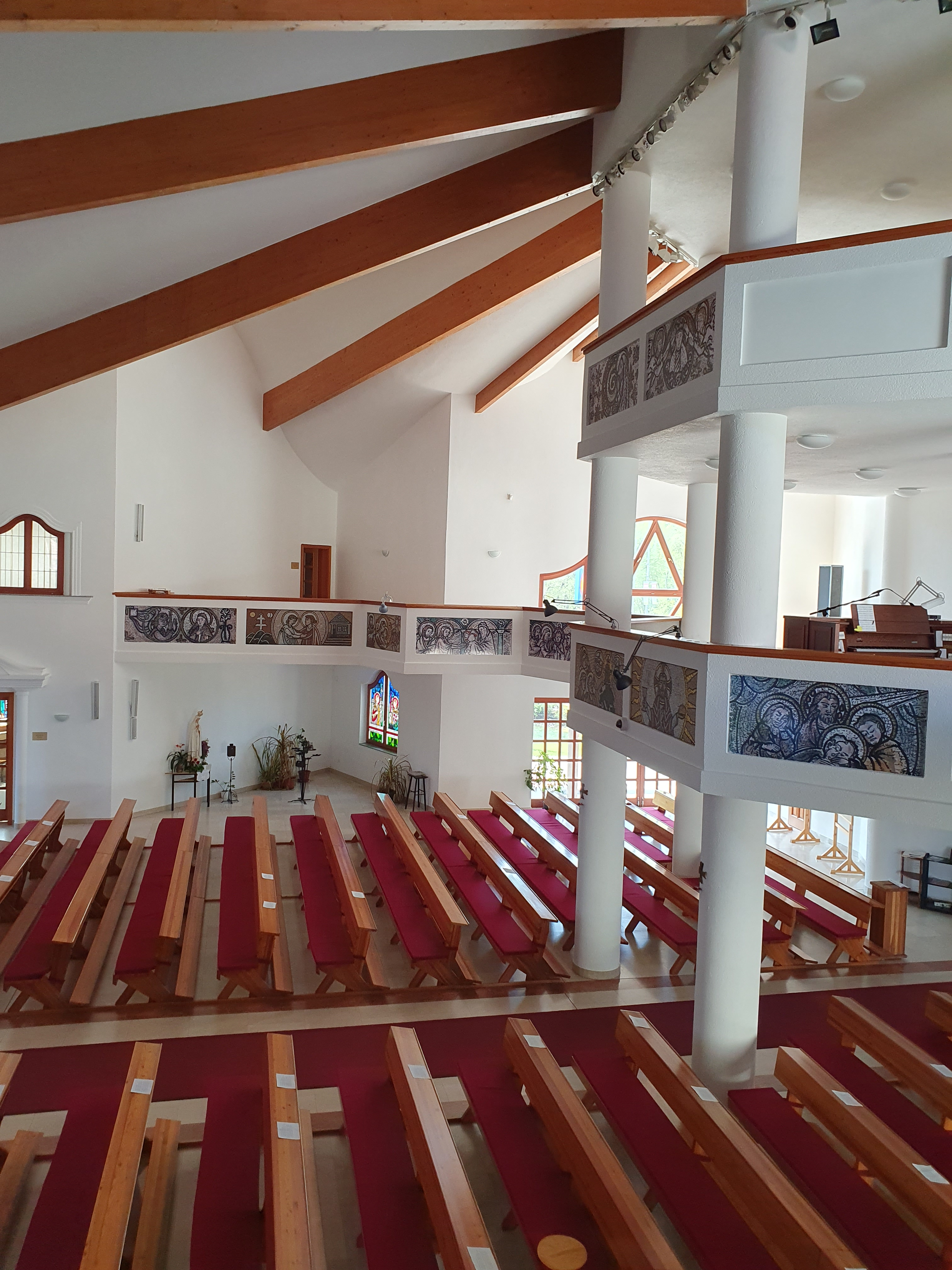
A Fatimai Szűzanya tiszteletére épült Szent István Plébániatemplom_Soroksár-Újtelep_beltér
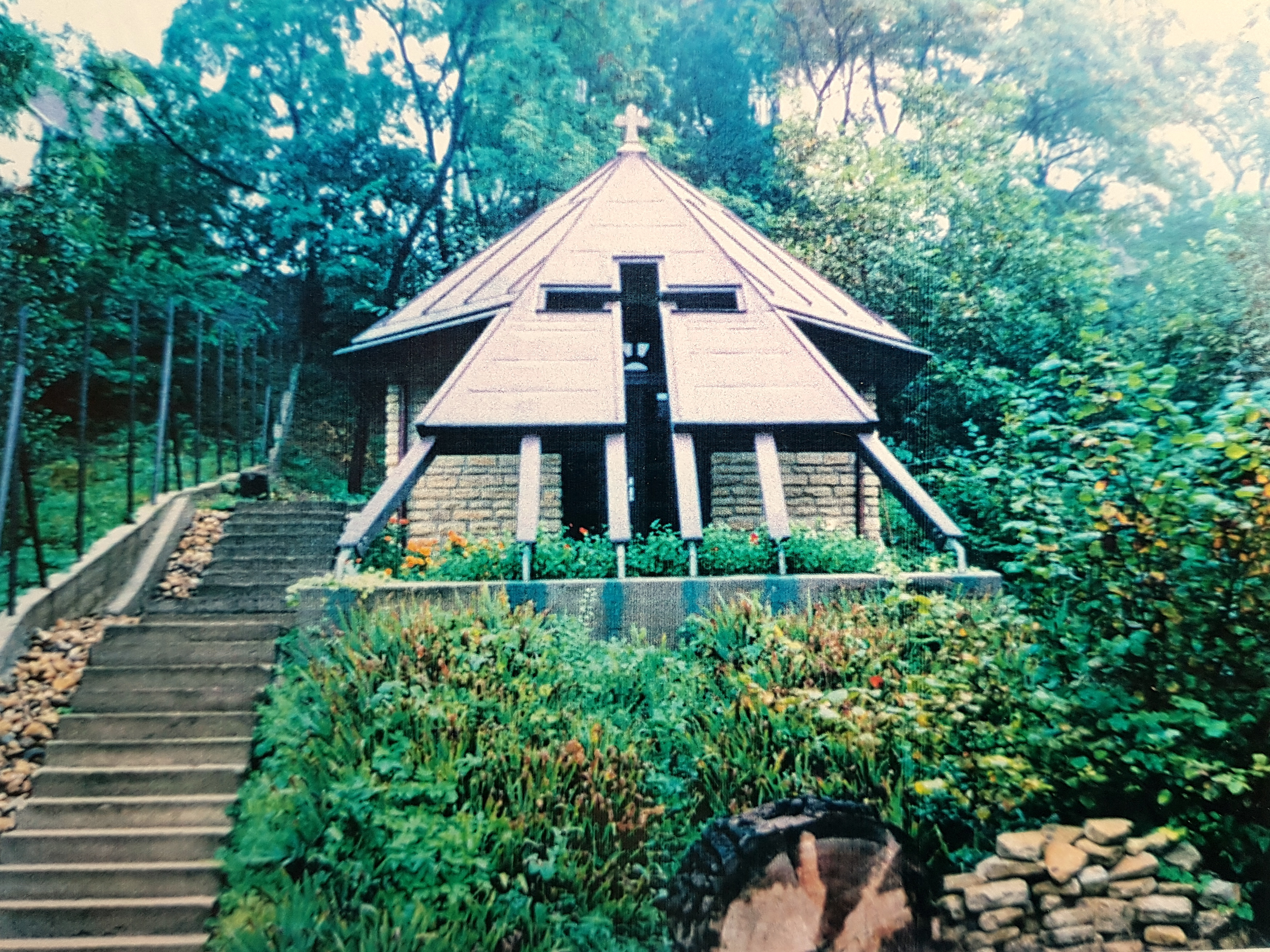
Családi Kápolna Soroksár
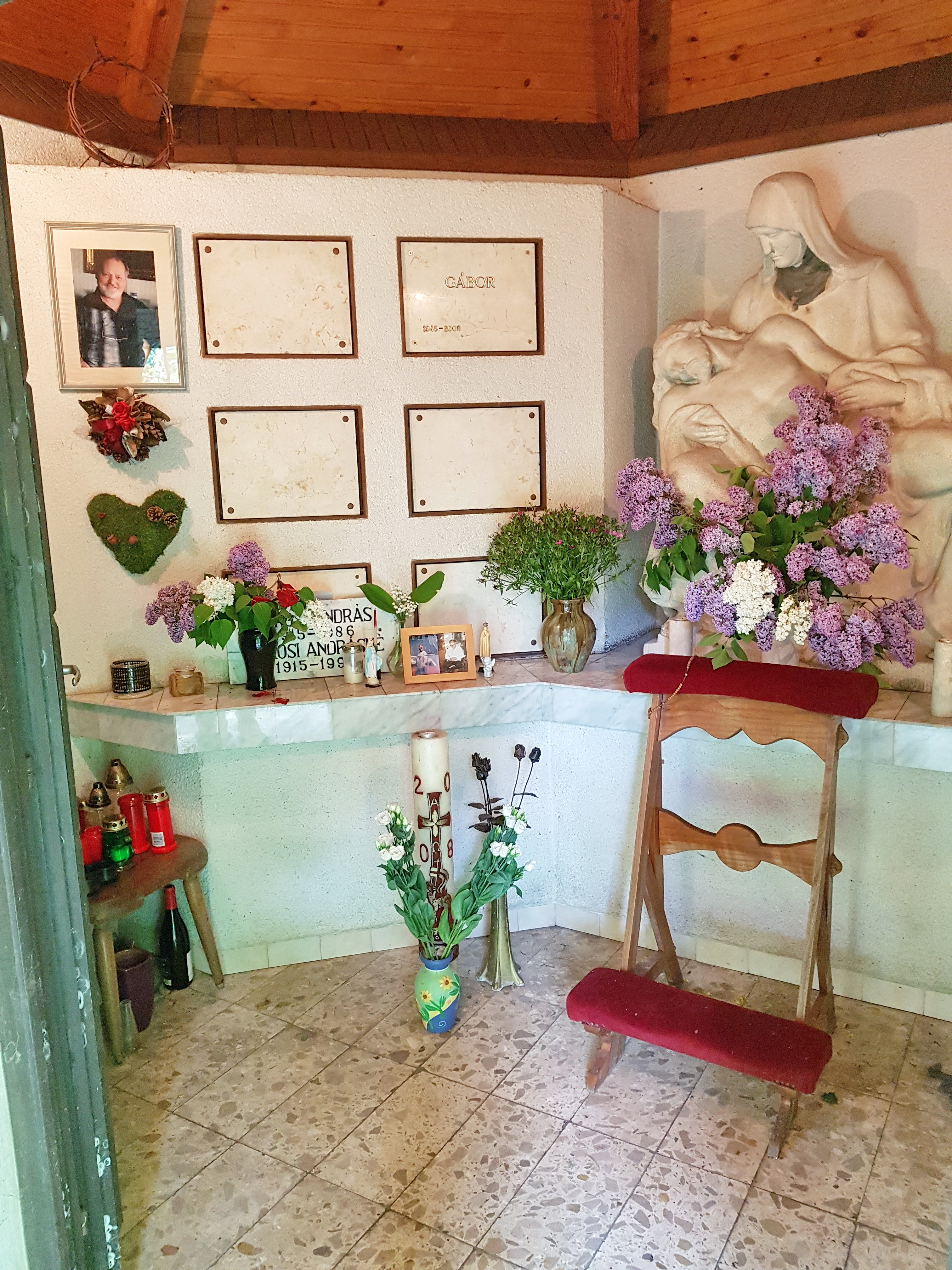
Családi kápolna Soroksár beltér1
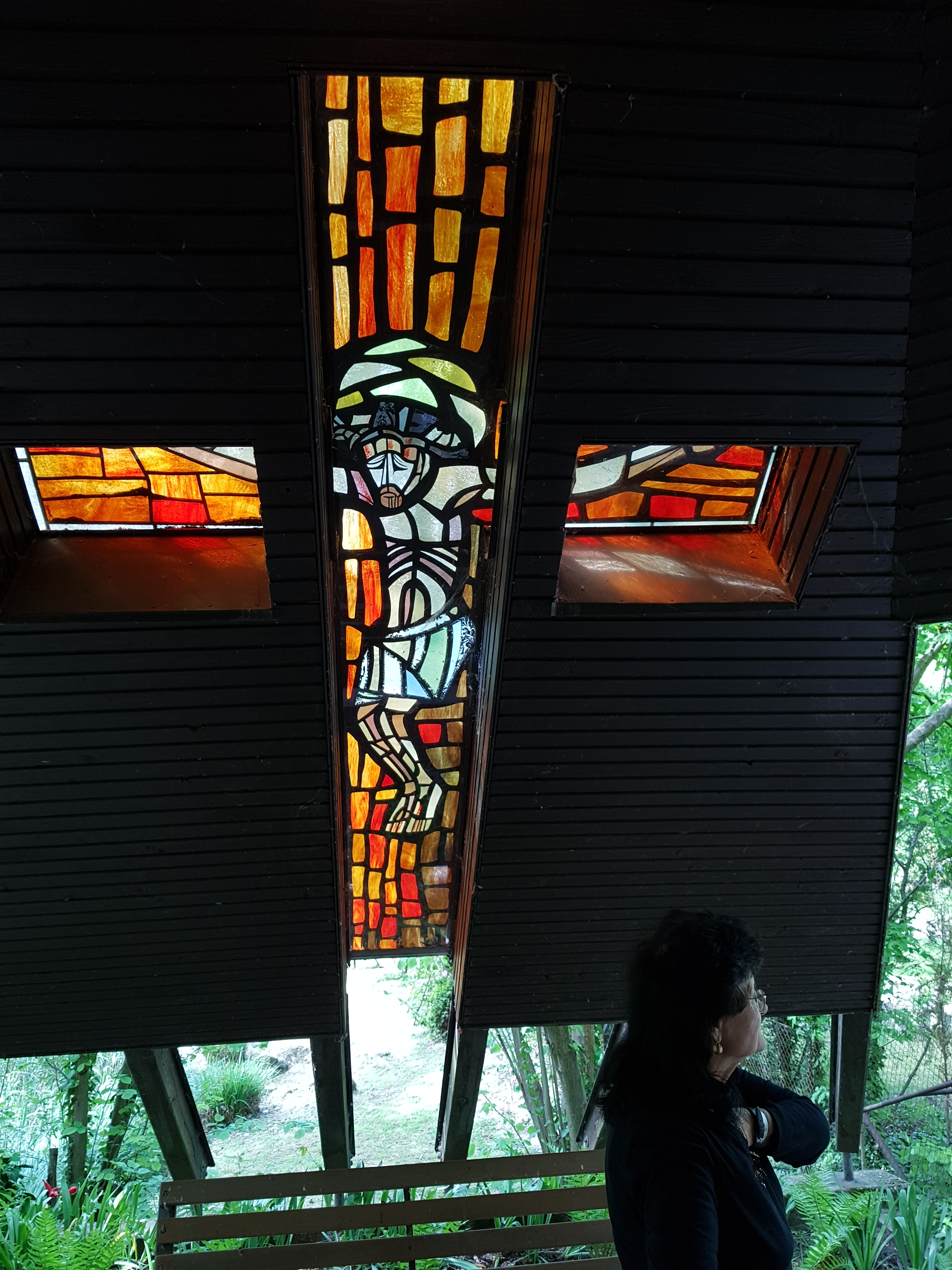
Családi kápolna Soroksár beltér2
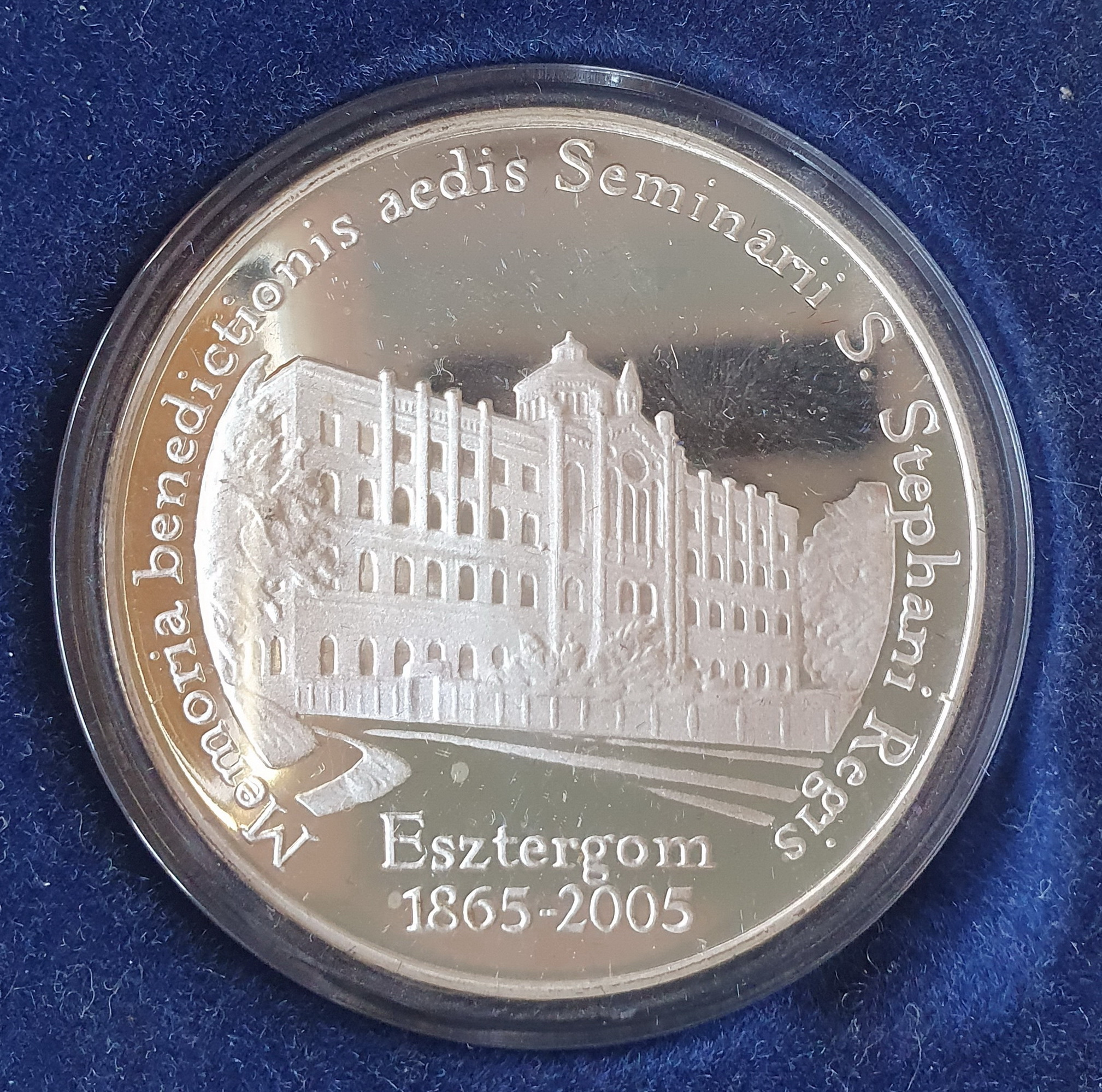
Emlékérem az esztergomi Nagyszeminárium-épület felszentelése alkalmából, A
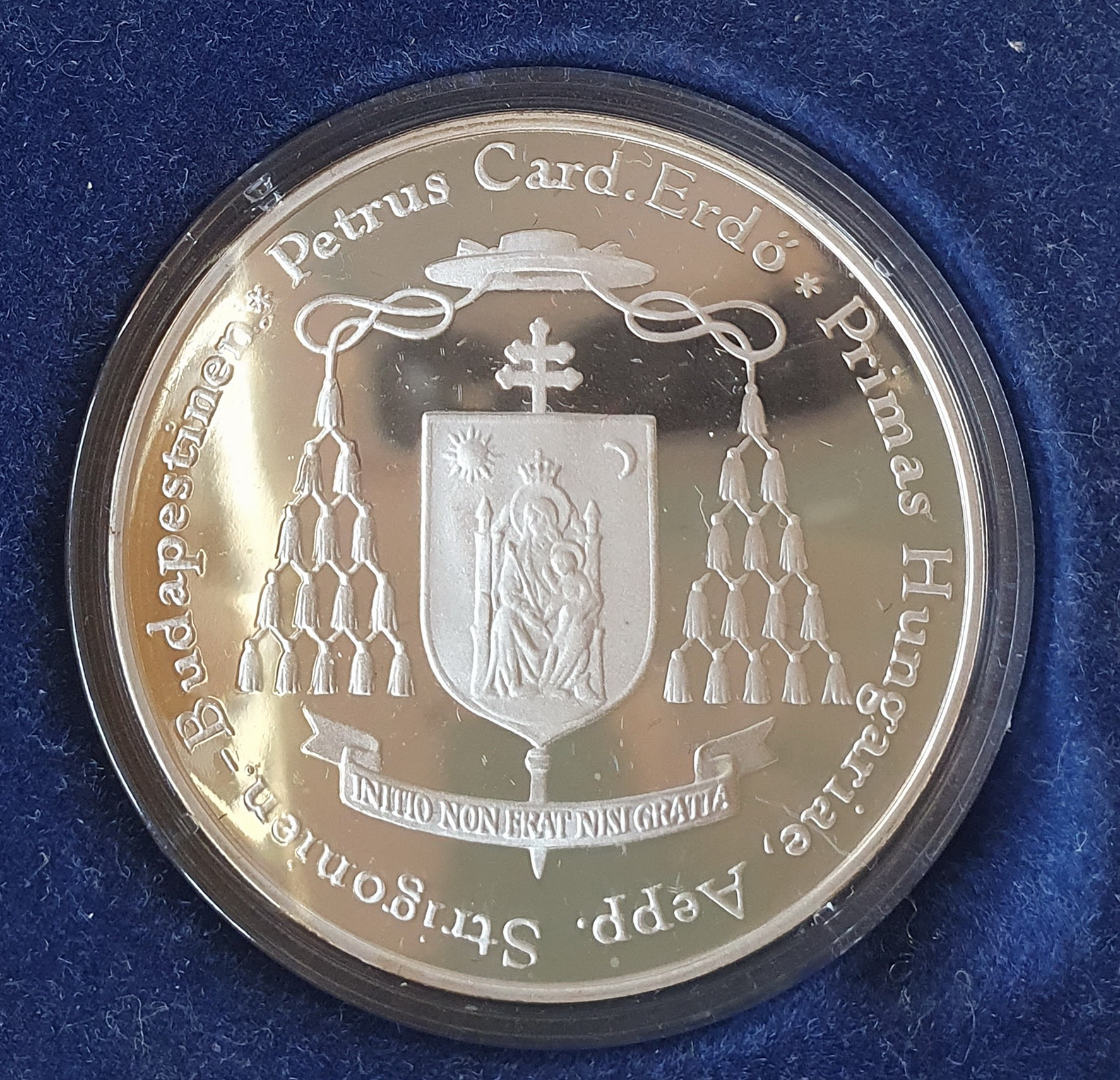
Emlékérem az esztergomi Nagyszeminárium-épület felszentelése alkalmából, B
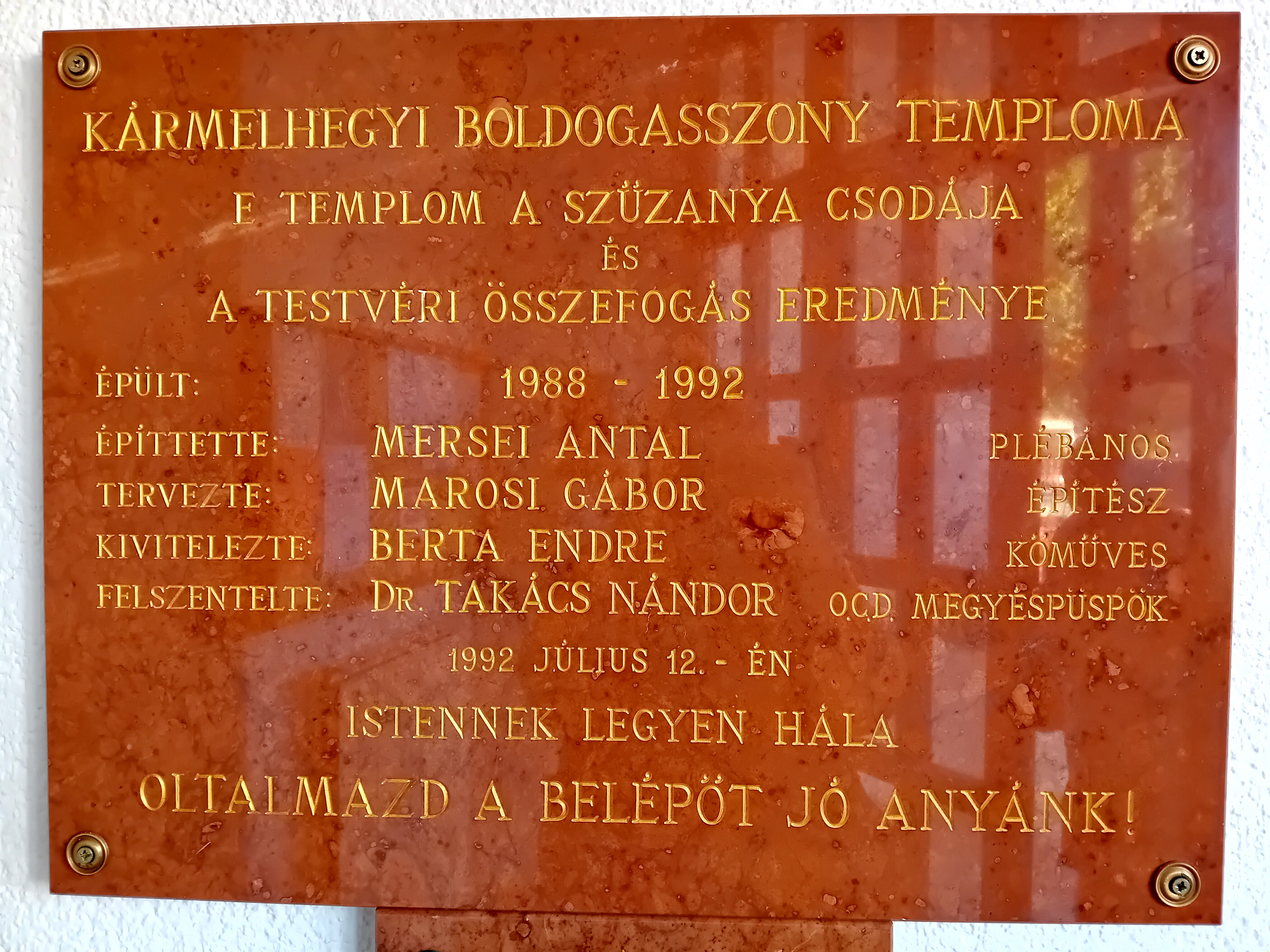
Márványtábla az érdi Kármelhegyi Boldogasszony templom falán
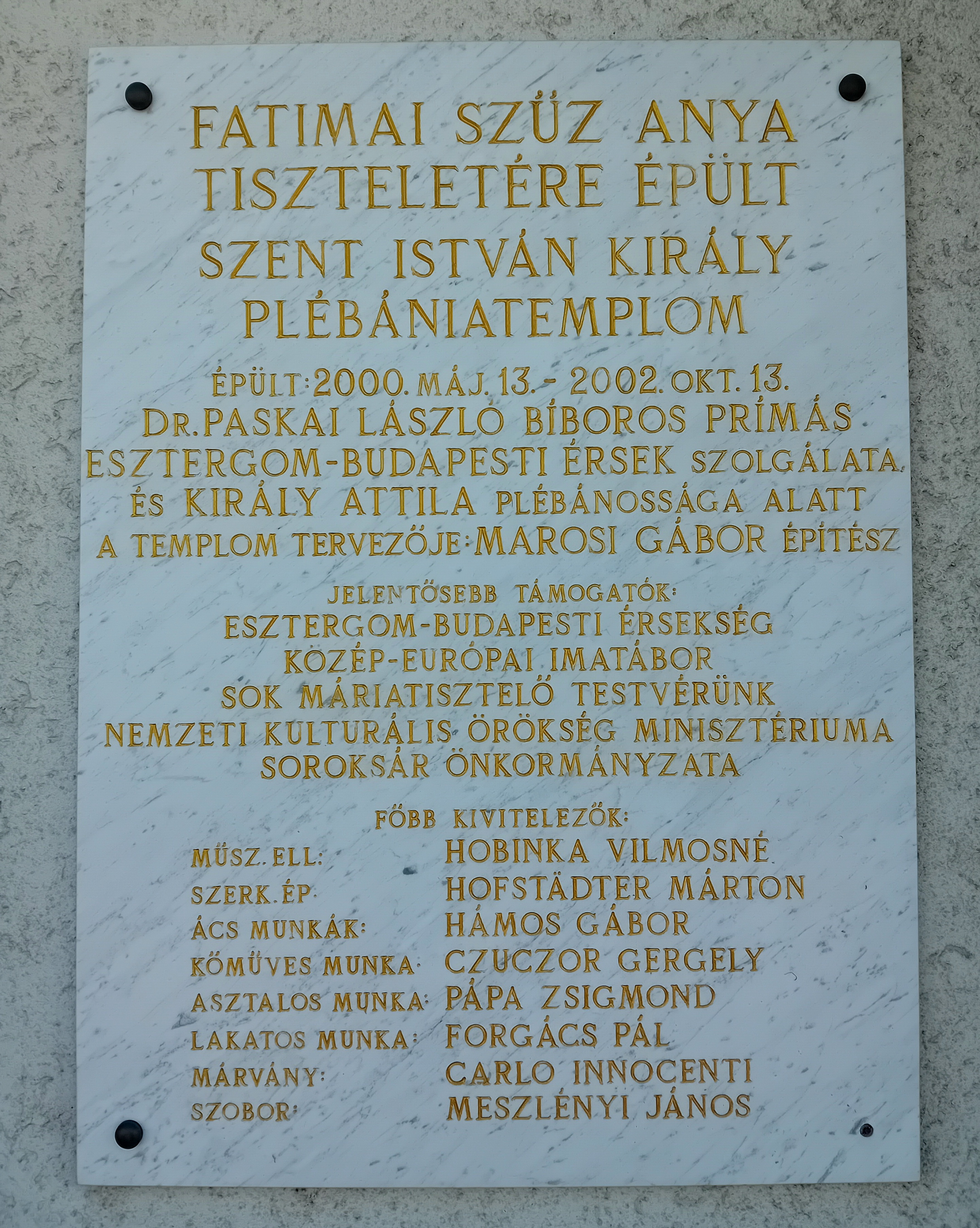
Márványtábla a Soroksár-Újtelepi Fatimai Szűzanya templom falán